# Бреїла (Молдова)
Бреїла (рум. Brăila) — село в складі муніципію Кишинів в Молдові. Входить до складу сектора Ботаніка та до складу комуни, адміністративним центром якої є село Бечой.